# Tratado de Sapienza
O Tratado de Sapienza foi concluído em junho de 1209 entre a República de Veneza e o recém-estabelecido Principado de Acaia, sob o príncipe Godofredo I de Vilearduin, concernente à partilha da península do Peloponeso (Moreia), conquistada após a Quarta Cruzada. Por seus termos, Veneza, que havia acordado receber boa parte do Peloponeso no Partitio Romaniae de 1204, reconheceu Vilearduin na posse da península toda exceto os dois fortes de Modon e Coron, que permaneceram sob controle veneziano, e assegurou privilégios comerciais e fiscais no principado. O texto do tratado é também uma valiosa fonte primária para o começo da história do Principado de Acaia.

## Antecedentes
Após a captura de Constantinopla e a dissolução do Império Bizantino pela Quarta Cruzada em 1204, os cruzados vitoriosos repartiram os domínios bizantinos entre eles. O tratado de partilha, o Partitio Romaniae, assegurou grande parte da península do Peloponeso ou Moreia no sul da Grécia para a República de Veneza, exceto as regiões nordeste da Coríntia e Argólida. No evento, Veneza negligenciou fazer valer imediatamente suas reivindicações, e no curso de 1205, algumas centenas de cruzados, liderados por Guilherme de Champlite e Godofredo de Vilearduin, começaram a conquistar a região por conta própria. A conquista foi bastante rápida, e a mais expressiva resistência grega foi destruída na Batalha do Olival de Cúnduros no final do verão. Fortalezas isoladas como Monemvasia e os habitantes das regiões montanhosas de Tsacônia e Taigeto permaneceriam resistentes, mas pelo final de 1205, Champlite havia consolidado suficientemente sua posição para o papa Inocêncio III referir-se a ele como "príncipe de Acaia".

## Veneza no Peloponeso e Tratado de Sapienza

Peloponeso e Ática na Idade Média

Veneza não apareceu no Peloponeso até 1206 ou 1207, quando uma frota tomou a península messênia com os dois fortes de Modon e Coron dos homens de Champlite. No final de 1208, Champlite deixou o Peloponeso para assumir sua herança na Borgonha, e Vilearduin sucedeu-o como governante do novo Estado franco, explorando o direito feudal para evitar que o sobrinho de Champlite assumisse o título. Em maio de 1209, Godofredo de Vilearduin participou no Parlamento de Ravenica, convocado pelo imperador latino Henrique de Flandres. Foi provavelmente lá — e provavelmente através da mediação imperial — que as negociações começaram para firmar uma acordo reconciliando a possessão de facto de Vilearduin do Peloponeso e as reivindicações venezianas, o que levou à assinatura do tratado na ilha de Sapienza, fora de Modon, em junho.
Pelos termos do tratado, Veneza manteve apenas os dois fortes de Modon e Coron, e reconheceu Godofredo de Vilearduin como o senhor do Peloponeso inteiro, "todo o caminho para Corinto". Em troca, Vilearduin tornou-se vassalo da república, com a qual concluiu uma aliança perpétua. Ele e seus descendentes teriam se tornado cidadãos venezianos, e foram obrigados a manter uma casa em Veneza e enviar um presente anual de dois brocados de seda para a Basílica de São Marcos e um para o doge de Veneza. Veneza também adquiriu isenção de todas as tarifas para seus mercadores, e o direito de estabelecer "uma igreja, um mercado e uma praça" em cada cidade do principado.
O tratado satisfez ambos os lados: Veneza adquiriu um valioso entreposto com a posse de Modon e Coron e assegurou seus interesses comerciais, enquanto Acaia adquiriu um poderoso aliado na forma da marinha veneziana, em troca de uma teórica suserania veneziana. Vilearduin ainda assegurou apoio veneziana para assegurar o título principal em detrimento das reivindicações de Champlite, e por 1210 adquiriu reconhecimento como "príncipe da Acaia" (em latim: princeps Achaiae) do papa.

## Tratado de Sapienza como fonte histórica
O texto do tratado é um valioso documento histórico como a única fonte de informação sobre o estado real do principado franco logo após sua fundação. Ele fornece os nomes dos senhores feudais e eclesiásticos do principado que assinaram-o como testemunhas, muitos dos quais não são de outro modo atestados. Como o medievalista francês Antoine Bon lembra, outras fontes posteriores, principalmente a Crônica da Moreia, apresentam a organização feudal do principal como "completa e definitiva" por 1209/1210, mas o Tratado de Sapienza mostra o processo de sua consolidação ainda em curso e incompleta.
Mais notavelmente, o principado ainda tinha de alcançar sua total extensão territorial, pois a porção sudoeste do Peloponeso, a planície da Lacônia com as cadeias montanhosas de Taigeto e Parno, ainda estava insubordinada e eram mantida pelos gregos nativos, enquanto no noroeste as guarnições gregas das duas fortalezas de Argos e Náuplia continuaram a resistir até 1211/1212. Não foi até o começo da década de 1220 que a planície lacônica seria dominada, e o último entreposto grego, Monenvasia, rendeu-se apenas em 1248.